# Dentinalia
Dentinalia là một chi bướm đêm thuộc họ Geometridae.